# Oceanides arboricola
Oceanides arboricola är en insektsart som först beskrevs av White 1978.  Oceanides arboricola ingår i släktet Oceanides och familjen fröskinnbaggar. Inga underarter finns listade i Catalogue of Life.